# Sequência pseudoaleatória
Em matemática, uma sequência pseudoaleatória, sequência de pseudo-ruído ou código de pseudo-ruído é qualquer grupo de sequências binárias que apresentam propriedades aleatórias parecidas as do ruído. As sequências de pseudo-ruído distinguem-se das sequências aleatórias de verdade que têm uma periodicidade. Ou seja, são formadas por uma série periódica de números positivos e negativos, ou bits, de comprimento N. A um destes bits de uma sequência de pseudo-ruído chama-se chip. Portanto, à velocidade da sequência chama-se taxa chip, e mede-se em chips por segundo (cps). Uma sequência deste tipo pode-se representar da seguinte maneira:
... aN−1, aN, a1, a2,..., aN, a1,...
Os códigos de pseudo-ruído devem satisfazer, entre outras, as seguintes condições:
1. Em cada período a quantidade de números positivos tem que diferir da quantidade de números negativos em exactamente um. Assim, N é um número ímpar:
2. Em cada período, metade das sequências do mesmo sinal terão de ter comprimento 1, um quarto comprimento 2, um oitavo comprimento 3, e assim sucessivamente. Além disso, o número de sequências de números positivos tem que ser igual ao número de sequências de números negativos.

## História
A geração de números tem múltiplos usos (principalmente na estatística, simuladores e criptografia). A princípio os investigadores que necessitavam de sequências de números aleatórios tinham que gerá-los eles mesmos mediante dados, roletas, cartas, etc., ou utilizar tabelas de números aleatórios existentes.
A primeira tentativa de dotar os investigadores com um fornecimento de dígitos aleatórios teve lugar em 1927, quando a Cambridge University Press publicou uma tabela de 41.600 dígitos desenvolvida por Leonard H.C. Tippet. Em 1947 a RAND Corporation gerou uma sequência de números a partir de uma simulação electrónica de uma roda de roleta - os resultados foram publicados em 1955 com o título A Million Random Digits with 100,000 Normal Deviates.
John von Neumann foi um pioneiro na investigação dos geradores de números aleatórios implementados em computadores. Em 1951, Derrick Henry Lehmer inventou o gerador congruente linear, utilizado em muitos geradores pseudoaleatórios actuais. Com a proliferação dos computadores, os algoritmos de geração de números pseudoaleatórios foram substituindo as tabelas de números aleatórios, e os geradores de números aleatórios "reais" (geradores de números aleatórios por hardware) são utilizados em raras ocasiões.

## Quase aleatório
Uma variável pseudoaleatória é uma variável que foi criada através de um procedimento determinístico (por norma, um programa de computador ou subrotina) o qual tem como entrada dígitos realmente aleatórios. A cadeia pseudoaleatória resultante costuma ser mais longa que a sequência aleatória original, mas menos aleatória, isto é, com menos entropia.
Os geradores de números pseudoaleatórios são amplamente utilizados em campos como a modelação por computador, a estatística, o desenho experimental, etc. Algumas destas sequências são suficientemente aleatórias para serem úteis nestas aplicações. 